# Podgorje pri Pišecah
Podgorje pri Pišecah este o localitate din comuna Brežice, Slovenia, cu o populație de 215 locuitori.